# Sulakoekoeksduif
De sulakoekoeksduif (Turacoena sulaensis) is een vogel uit de familie Columbidae (duiven). Eerder werd deze soort beschouwd als een ondersoort van de witmaskerkoekoeksduif (T. manadensis).

## Verspreiding en leefgebied
Deze soort is endemisch op de Soela-eilanden, een eilandengroep in ten oosten van Sulawesi (Indonesië).